# نهائي كأس إسكتلندا 1985
نهائي كأس اسكتلندا 1985 هي المباراة النهائية من منافسة كأس المملكة المتحدة 1984–85، أقيمت المباراة في 18 مايو 1985، في هامبدن بارك، بين فريقي دندي يونايتد، ونادي سلتيك، وفاز فيها نادي سلتيك، بعد أن هزم دندي يونايتد، بنتيجة 1 - 2، وكان حكم المباراة براين ماكنلي، وحضر المباراة 60346 شخصاً.

## تفاصيل المباراة
لعبت المباراة النهائية في 18 مايو 1985.
| دندي يونايتد | 1 -2 | نادي سلتيك |
| ------------ | ---- | ---------- |
|              |      |            |